# Bensékou
Bensékou è un arrondissement del Benin situato nella città di Kandi con 4 487 abitanti (dato 2006).